# World on Fire
World on Fire – trzeci album studyjny angielskiego gitarzysty, byłego członka formacji Guns N’ Roses – Slasha, który został wydany 15 września 2014 roku przez Dik Hayd International. Tak samo jak w przypadku poprzedniego albumu Apocalyptic Love, głównym wokalistą na World on Fire jest amerykański muzyk Myles Kennedy.

## Lista utworów
1. „World on Fire” – 4:30
2. „Shadow Life” – 4:01
3. „Automatic Overdrive” – 3:36
4. „Wicked Stone” – 5:28
5. „30 Years to Life” – 5:09
6. „Bent to Fly” – 4:57
7. „Stone Blind” – 3:50
8. „Too Far Gone” – 4.07
9. „Beneath the Savage Sun” – 5:48
10. „Withered Delilah” – 3:10
11. „Battleground” – 6:11
12. „Dirty Girl” – 4:14
13. „Iris of the Storm” – 4:00
14. „Avalon” – 3:00
15. „The Dissident” – 4:26
16. „Safari Inn” – 3:27
17. „The Unholy” – 6:48